# Titularbistum Dascylium
Dascylium (ital.: Dascilio) ist ein Titularbistum der römisch-katholischen Kirche.
Es geht zurück auf einen untergegangenen Bischofssitz in der antiken Stadt Daskyleion in Bithynien im Nordwesten Kleinasiens (heutige Türkei). Der Bischofssitz war der Kirchenprovinz Nicomedia zugeordnet. 
| Titularbischöfe von Dascylium |                 |                                  |               |                 |
| Nr.                           | Name            | Amt                              | von           | bis             |
| 1                             | Juliusz Bieniek | Weihbischof in Kattowitz (Polen) | 13. März 1937 | 17. Januar 1978 |